# Amirah Adara
Amirah Adara, Angyal Dóra (Budapest, 1992. február 18. –) magyar pornószínésznő és modell.

## Életrajz
Középiskolás évei alatt különféle sportágakkal foglalkozott, többek között a síelést és a snowboardot is űzött. Középfokú tanulmányait követően elkezdte az egyetemet, amit abbahagyott, hogy 2010-ben, 18 éves korában belépjen a pornóiparba. Munkásságát erotikus modellként kezdte Pierre Woodman francia fotósnál és filmrendezőnél. Pályafutásának első 4 évében Európában forgatott. 2014 szeptemberében kezdett Amerikai Egyesült Államok-beli stúdiókban forgatni. Későbbiekben a Los Angeles-i az Adult Talent Managers ügynökség ügyfele lett.
2014 és 2018 között ötször jelölték az XBIZ-díjra az „év legjobb külföldi női előadója” kategóriában. 2016-ban, 2017-ben és 2018-ban jelölték AVN-díjra az „év legjobb külföldi női előadója” kategóriában.
2018-ban elnyerte az európai XBIZ-díjat „az év női előadója” kategóriában. 2020-ban az AVN-díj egyik díjazottja volt „Best Foreign-Shot All-Girl Sex Scene” kategóriában.

## Fordítás
- Ez a szócikk részben vagy egészben  a(z)   Амира Адара című orosz Wikipédia-szócikk ezen változatának fordításán alapul.  Az eredeti cikk szerkesztőit annak laptörténete sorolja fel. Ez a jelzés csupán a megfogalmazás eredetét és a szerzői jogokat jelzi, nem szolgál a cikkben szereplő információk forrásmegjelöléseként.